# Ken Narita
Pour les articles homonymes, voir Narita (homonymie).
Ken Narita (成田 賢, Narita Ken), nom de scène de Keiichi Narita (成田 慶一, Narita Keiichi) né le 22 octobre 1945 à Dalian (Mandchourie) et mort le 13 novembre 2018, est un chanteur japonais.

## Biographie
En 1967, Ken Narita a commencé sa carrière en tant que membre fondateur du groupe The Beavers pour Group Sounds. Après la dispersion des Beavers, il a commencé une carrière solo.
Le 7 janvier 2007, il a fait une apparition à l'Anime Japan Festival.
Ken Narita est décédé d'une pneumonie le 13 novembre 2018 à l'âge de 73 ans,.

## Discographie

### Albums
- Viva! Beavers (ビバ！ビーバーズ) (1968)
- Nemurikara Samete (眠りからさめて) (1971)
- Yogoreta Machi ni Itemo (汚れた街にいても) (1972)
- Super Best Taga Tameni ~Ken Narita History (スーパーベスト 誰がために～成田賢ヒストリー) (2007).

### Singles
- House no Futari ~House Ai no Theme (ハウスのふたり～ハウス・愛のテーマ～) (1977, chanson image du film House. Exécuté par Godiego)
  - Face B : House no Theme (chanson image du film House, en instrumental. Exécuté par Godiego)
- Taga Tameni (誰がために) (1979, générique début de Cyborg 009, avec Koorogi '73)
  - Face B : Itsu no Hika (いつの日か) (générique fin de Cyborg 009, par Koorogi '73)
- Aa Denshi Sentai Denjiman (ああ電子戦隊デンジマン) (1980, générique début de Denshi Sentai Denziman)
  - Face B : Denjiman ni Makasero! (デンジマンにまかせろ!) (générique fin de Denjiman).